# Гольмганг

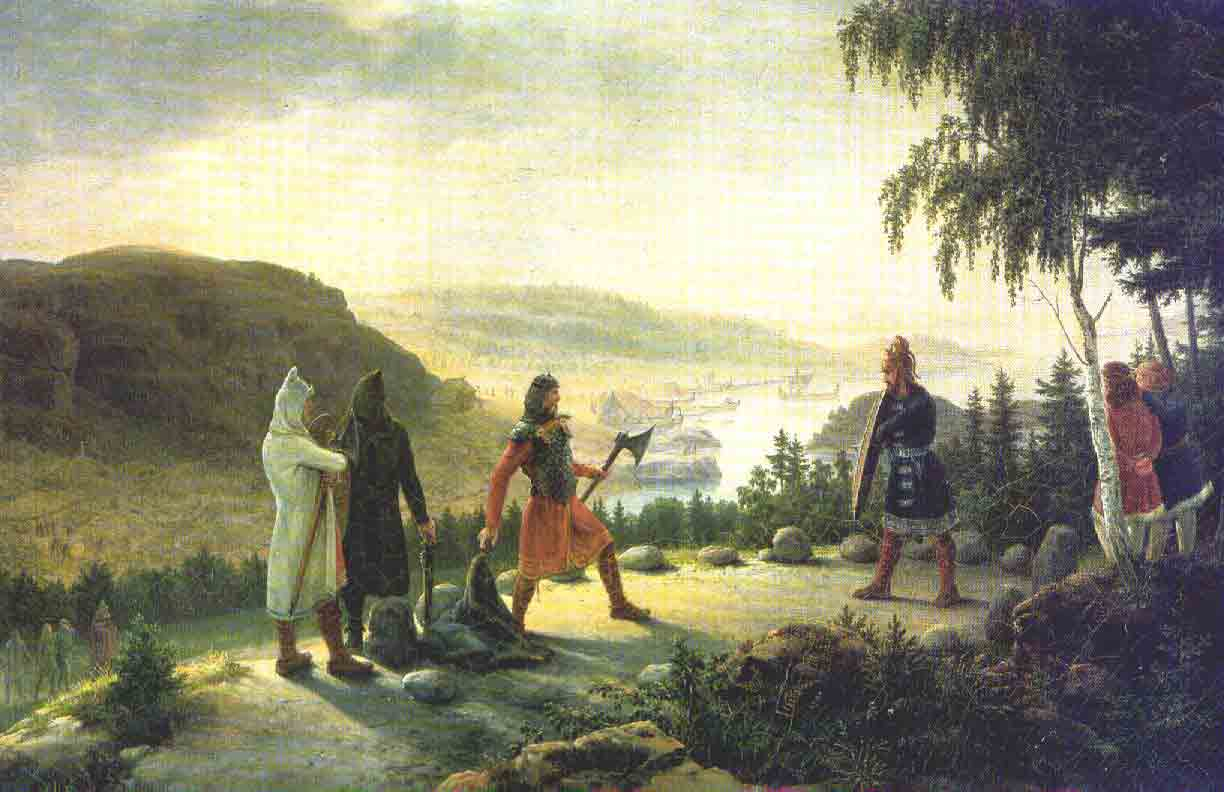
Зображення гольмгангу

Гольмганг (швед. Holmgång) — обрядова дуель між вікінгами задля вирішення конфлікту. Дослівно перекладається як «піти на маленький острів». Відмова від поєдинку кидала тінь на увесь клан. Людина, що відмовилася від поєдинку вважалася нітс. У 1006 був заборонений в Ісландії, а у 1014 році у Норвегії.

## Опис
Подібні поєдинки часто використовували заради законного засобу вирішити спір через жінку. У той же час цим звичаєм зловживали досвідчені дуелянти та берсерки задля привласнення чиєїсь землі.
Згідно правил у кожного з супротивників мало бути три щити, отримувач виклику мав право на перший удар. Бій вівся у просторово визначеному полі на кшталт сучасного рингу. Існувала можливість визнати поразку за першої пролитої крові.